# Triphosa pallescens
Triphosa pallescens là một loài bướm đêm trong họ Geometridae.